# Exelastis phlyctaenias
Exelastis phlyctaenias là một loài bướm đêm thuộc họ Pterophoridae. Nó được tìm thấy ở quần đảo Virgin, Tanzania, Kenya, các đảo của Luzon và Palawan ở
Philippines, Sri Lanka và Ấn Độ (Coorg).
Sải cánh dài 15–16 mm. Con trưởng thành bay vào tháng 10 quần đảo Virgin.
Ấu trùng ăn Anarcardium occidentale.